# María José Marrodán Gironés
María José Marrodán (Logroño) es una escritora, poetisa y psicopedagoga española, autora de la primera novela original en lectura fácil para personas con discapacidad intelectual El misterio de los marcos desaparecidos, realizada en España y ganadora del XII Premio Internacional de Poesía en 2016 con el poemario Equipaje de las Ciudades. y del Premio Internacional de Poesía Alfonsina Storni, 2023. En junio de 2025 le ha sido otorgada la Insignia de San bernabé de la Ciudad de Logroño 

## Trayectoria
Marrodán nació en Logroño, en La Rioja  Estudió Licenciatura en Ciencias de la Educación y es maestra de Pedagogía Terapéutica. Fue profesora de primaria y ha sido orientadora escolar durante más de dos décadas en los Equipos de Orientación Educativa y Psicopedagógica (EOEP) de La Rioja. Siendo directora del EOEP de La Rioja baja de 2000 a 2003. Desde 1986, participó en numerosas experiencias y publicaciones educativas para el Instituto de Investigación de la Universidad de Zaragoza. 
Autora de más una treintena de publicaciones, sobre la tutoría en educación infantil y primaria, lectoescritura y dislexias, dedicadas a profesores y orientadores. Así mismo ha escrito cuentos pedagógicos para niños y niñas todos ellos con la editorial del Instituto Calasanz de Ciencias de la Educación ICCE de Madrid. Marrodán es también autora de otras dos  novelas de lectura fácil originales. Es autora de seis poemario, el último de ellos «Inventario en la mañana» con la editorial Torremozas, y de tres libros de relatos, con  Huerga y Fierro editores.
En 2000 fue coautora de las publicaciones de investigación del Gobierno de la Rioja sobre el alumnado de educación infantil en la comunidad autónoma y, dos años más tarde, en 2002, de la Guía Elemental para la Atención de los niños con altas capacidades. En 2011, Marrodán coordinó la obra "El poder de la palabra" a beneficio de UNICEF reuniendo a autores tan relevantes como Julia Navarro, Francisco Brines, Lorenzo Silva, entre otros.
Marrodán fundó la Asociación Riojana de Lectura Fácil. Ha colaborado con distintas ONG, asociaciones y medios de comunicación. Entre 2002 y 2008 fue presidenta del Ateneo Riojano. Ha sido presidenta de la Asociación de Profesionales de la Orientación de La Rioja (APOLAR) y vocal de la Confederación de Organizaciones de Psicopedagogía y Orientación de España. Actualmente Presidenta de la Asociación Riojana de Escritores (ARE) . Dirige el grupo de recitadores Atempore, desde su formación en 2007.
El periodo al frente del Ateneo Riojano significó una renovación de la Institución y un adentrarse en las necesidades culturales de la sociedad del siglo XXI. Así, Marrodán recuerda que el día en que fue elegida por unanimidad de la Junta Directiva realizaron el comunicado a prensa  con una máquina de escribir antigua y enviándolo por fax. A partir de ahí, se incorporaron ordenadores, cañón y pantalla para las actividades; posteriormente página web y megafonías. Se crearon las vocalías de: tecnología, de relaciones con empresa e institucionales y la Infantil y juvenil. Realizándose las primeras actividades para niños de la época ateneísta. Entre los muchos hitos para recordar destacan: En 2003, el Ateneo Riojano organizó y fue la sede del V Premio  al Tolerancia de los Ateneos de España, otorgándose el galardón a Enrique Múgica en el Monasterio de Yuso y reuniendo a 33 Ateneos. En 2003 se firmaron convenios con Asociaciones culturales y empresas. El mundo empresarial que hasta entonces no había formado parte de la dinámica de la Institución participa tanto subvencionando actividades como realizándolas, así mismo se comenzó a actividades del Ateneo a pequeños municipios. En 2004, conforme a la legislación emitida en aquel momento se modificaron los estatutos del Ateneo Riojano, se establece una nueva Junta Directiva y Marrodán es reelegida presidenta.
En 2005 En colaboración con la cofradía Riojana de San Bernabé se realizó el I Concurso de Pintura AL Aire Libre, que continuó hasta el 2008. Ese mismo año, 2005 y hasta el 2007,  se establecieron las Cena de Gala, un encuentro ateneísta para dar  los reconocimientos de Socio de Honor y premiar la colaboración de los socios habituales y empresas. La primera de ellas tuvo como galardonado a Teodoro Sabrás, presidente en la 2ª época del Ateneo.
En el año 2006 se promovió un concurso público para renovar el  Logo corporativo de la Institución. Resultó ganador el joven Sergio García y se renovaron las placas de la sala y del portal de la vivienda ateneísta. En el 2007, con la colaboración de la Biblioteca de La Rioja se catalogó el fondo de la Biblioteca ateneísta. Este mismo año se celebraron 30 años de la reapertura del ateneo y se realizó la publicación de «Voces y Miradas"», que recogía testimonios de los ateneístas.
Presentó su novela La música de mi vida, en donde a través de la lectura fácil se narran una historia de amor, Alzheimer  y superación a través de la música, así mismo incluye testimonios de personas con y sin discapacidad sobre su experiencia con la música y su condición. Esta publicación ha sido apadrinada por Andrés Pascual, Chema Purón y Lucía Pérez. A través de esta obra hace un homenaje a la música y a los músicos de todos los tiempos. En 2020 publicó el cuento  «Mi mamá es una heroína» para ayudar a los niños en el confinamiento, siendo distribuido gratuitamente a los profesionales de la sanidad como reconocimiento a su labor. 
Desde el 2020 colabora como columnista en el Diario de La Rioja, con su espacio «Con los siete sentidos».

### Reconocimientos
En junio de 2025 recibió la Insignia de San bernabé de la Ciudad de Logroño
En 2024 recibió la distinción de «Guindilla de Oro» por el Centro Riojano de Madrid.
En 2023 ganó el Premio Internacional de Poesía Alfonsina Storni.
En 2022 ganó el  VII premio Novela Ilustrada Villa de Nalda Islallana.
En los años 2020/2021/2023/2024 fue nominada al premio Mujer La Rioja 
En 2019 ganó el primer premio de los premios Bayard fomento de la lectura.
En 2016 ganó el primer premio Internacional de Poesía "Luis López Anglada 2016".
En 2014, recibió el reconocimiento SOY CÓMPLICE (Ciudadanos solidarios) PLENA INCLUSIÓN de la Igual a ti (anteriormente FEAPS). 
En 2008 fue premiada en el certamen de poesía Apolo y Baco de Sevilla, en 2008. 
En 2006 el Centro Riojano de Madrid, en reconocimiento a su labor al cargo del Ateneo, le otorga el Pergamino de la embajada riojana en Madrid.  
Ese mismo año, 2006,  junto con Lucía Ripa Mateo, fue nombrada cofrade de honor por la Cofradía Logroñesa de San Bernabé, en la cual sigue coordinando diferentes actividades culturales.

## Obra destacada

### Poemarios
- 2001 Desde el corazón @ de la Luna.com.
- 2005 Guantes de extrañeza en las maletas. Editorial Celya. ISBN 84-96482-04-9.[34]
- 2009 Por un sutil instante. Ediciones del 4 de Agosto. ISBN 13 978-8496686830.[35]
- 2009 El territorio de los días. Editado por la Asociación Apolo y Baco, Sevilla. 1.ª finalista del Certamen Literario Apolo y Baco de Sevilla.[36]
- 2016 Equipaje en las Ciudades. Editado por el Ayuntamiento de Burgohondo. Ávila. Ganadora del XII premio Internacional de Poesía "Luis López Anglada 2016".[2][37]
- 2018 Inventario de las mañanas. Editorial Torremozas. ISBN 978-84-7839-744-0.[38][39]
- 2022 "De qué esté hecha el Agua". Editorial Huerga y Fierro. ISBN 9788412537338. Poesía para niños
- 2024 "La Franca Intimidad de los Violines", Editorial Sial-Pigmalión (Premio Internacional de Poesía Alfonsina Storni) ISBN 978-84-19-92860-3

### Libros de relatos
- 2009 Imprevisible Azul. Editorial Huerga y Fierro. ISBN-10 8483747588.[40]
- 2015 La Sospecha del día. Editorial Huerga y Fierro. ISBN 978-84-944189-8-3.[41]
- 2019 El Arte de ser sombrero. Editorial Huerga y Fierro. ISBN 13 978-8412067354.[42]
- 2021 Viñas de Marte. Libro colectivo. Editorial con Pluma y Pixel. ISBN 13-978-84-123814-2-9

### Novelas
- 2023 El misterio del castillo de Nalda. Editorial Sinindice. ISBN 978-8319221-28-5

### Cuentos infantiles educativos
- 2008 Un dragón bajo mi cama.. Editorial ICCE. ISBN 978-84-7278-375-1
- 2008 Víctor, Sofía y los hermanitos. Editorial ICCE. SBN 978-84-7278-376-8
- 2008 Víctor y los terremotos.. Editorial ICCE. ISBN 978-84-7278-377-5
- 2009 ¿Dónde están mis amigos?. Editorial ICCE. ISBN 978-84-7278-389-8
- 2009 ¿Y tú eres de marca?. Editorial ICCE.ISBN 978-847-7278-404-8
- 2010 El extraño caso de los copos de nieve. Editorial ICCE. ISBN  978-84-7278-432-1 (Libro a favor de UNICEF)
- 2012 Imar y las estrellas. Editorial ICCE. ISBN-978-84-7278-449-9
- 2020 Mi mamá es una heroína. Editorial ICCE. ISBN 978-84-09-204777-9
- 2021 La mensajera del viento. Editorial La Cabaña del Loco. ISBN 978-84-18867-02-6
- 2025 Una Princesa ¿en serio? Editorial ICCE ISBN 978-84- 7278-6561    ISBN-10 8472786560

### Libros de Lectura Fácil
- 2010 El misterio de los marcos desaparecidos. Editorial Everest. ISBN- 978-84-441-0239-9
- 2014 La Calle 25.  Editorial Everest. ISBN 978-84-441-0583-3
- 2020 La música de mi vida. Editorial CEPE. ISBN- 978-84-1804-433-5

### Libros Educativos
Libros publicados por Editorial ICCE
- 2003 La acción tutorial en Educación Primaria. ISBN 84-7278-274-3
- 2006 Las letras bailan. ISBN 978-84-7278-324-9
- 2008 La calidad en la Orientación escolar en Educación Infantil y Primaria. ISBN 978-84-7278-378-2
- 2010 La calidad en la Orientación escolar en Educación Secundaria. ISBN 978-84-7278-424-6
- 2012 La calidad en las funciones del profesor de Pedagogía Terapéutica. ISBN 978-84-7278-451-2

Libros publicados por Editorial Universidad de La Rioja
- 2020 La orientación en la mejora del desarrollo y bienestar personal (Coordinadora) ISBN 978-84-09-25309-8 (rústica)
- 2020 La orientación en la mejora del desarrollo y bienestar personal (Coordinadora)  ISBN 978-84-09-25310- 4 (pdf)

### Colecciones Educativas
Libros publicados por Editorial ICCE
- 2003 Ser, Convivir y Pensar Nº 1,ISBN 84-7278-260-3
- 2003 Ser Convivir y Pensar  Nº 2 ISBN 84-7278-261-1
- 2003 Ser Convivir y Pensar  Nº 3 ISBN 84-7278-262-X
- 2003 Ser Convivir y Pensar Nº 4 ISBN 84-7278-263-8
- 2003 Ser Convivir y Pensar Nº 5 ISBN 84-7278-264-8
- 2003 Ser, Convivir y pensar Nº 6 ISBN 978-84-7278-265-5
- 2004 Paso a Paso 3 años  ISBN 978-84-7278-293-8
- 2004 Paso a Paso  4 años ISBN 978-84-7278-294-5
- 2004 Paso a Paso 5 años ISBN 84-7278-295-6
- 2005 La conquista de las palabras I ISBN 978-84-7278-317-1
- 2005 La conquista de las palabras II ISBN 84-7278-320-0
- 2005 La conquista de las palabras III ISBN 978-84-7278-322-5
- 2010 Ésser, conviure i pensar Nº 1  ISBN 978-7278-408-6
- 2010 Ésser, conviure i pensar Nº 2 ISBN 978-84-7278-409-3
- 2010 Ésser, conviure i pensar Nº 3 ISBN 978-84-7278-410-9
- 2010 Ésser, conviure i pensar Nº 4 ISBN 978-84-7278-411-6
- 2010 Ésser, conviure i pensar Nº 5 ISBN 978-84-7278-412-3
- 2010 Ésser, conviure i pensar Nº 6 ISBN 978-84-7278-413-0
- 2013 Leo, Pienso y Comprendo I ISBN 978-84-7278-461-1
- 2013 Leo, Pienso y Comprendo II ISBN 978-84-7278-462-8

Libros publicados por Editorial Aljibe
- 2021 Laboratorio de Lecturas I ISBN 978-84-9700-899-0
- 2021 Laboratorio de Lecturas II ISBN 978-84-9700-900-3
- 2021 Laboratorio de Palabras I ISBN 978-84-9700-895-5
- 2021 Laboratorio de Palabras II ISBN 978-84-9700-895-2
- 2021 Laboratorio de Palabras III  ISBN 978-84-9700-896-9
- 2021 Laboratorio de Palabras IV ISBN 978-84-9700-897-6
- 2021 Laboratorio de Palabras V ISBN  978-84-9700-898-3

### Colaboraciones en Antologías poéticas
- 2001 Certamen literario Palabra de Mujer . Accésit de poesía. LR-57-2003
- 2005 Sentimientos enfrentados. ISBN 84-609-8365-X
- 2005 El de la triste figura (visiones de El Quijote desde La Rioja) ISBN 84-95747-32-4
- 2006 Poemas de mar a mar. ISBN10-84.935042-2-X ; ISBN13.978-84-935042-2-9
- 2007 Vida de perros ISBN 978-84-96686-28-L; ISBN 978-84-935995-0-8
- 2008 Encuentros. Amigos de la Poesía de La Rioja Baja. ISBN 978-84-96686-71-7
- 2011 Maratón de escritores. ISBN 978-84-9983-964-6
- 2012 Aquel Agosto de nuestras vidas ( 100 balas de plata clandestinas) ISBN 978-84-15332-34-3
- 2012 STRIGOI. 25 poemas vampíricos. 978-24-15332-16-9
- 2015 Las Flores del bien. ISBN 978-84-9115-610-9
- 2016 Voces del extremo. ISBN 978-84-944863-8-8
- 2017 Voces del Extremo. Poesía del vínculo. ISBN 978-84-94797-2-2
- 2017 Muñecas: Antología Internacional Contra el Abuso Infantil. GRITO DE MUJER. ISBN-10 9945907522 ,  ISBN-13 9789945907520
- 2019 Bajo otra Luz ISBN 9781724788597
- 2021 Las orillas de la esperanza. Poesía recetada ISBN 9798724217521
- 2023 Madre de la Tierra. GRITO DE MUJER ISBN-13 978-9945907582 . ISBN-10 9945907581.
- 2023 ¡Grita!  14 th aniversario del Festival GRITO de MUJER. Antología de artistas contra la violencia.ISBN:978-9945-9432-0-7

### Colaboraciones sociales y con ONGs
- 2010 Mapa Infantil para un juego de damas.[43]Plataforma de organizaciones de la infancia.
- 2011 El poder de la palabra.CORDINADORA. ISBN  978-847278-434-5 (Libro a favor de UNICEF)[44]
- 2015 20 Relatos Solidarios. ISBN 978-84-7359-777-7
- 2015 La Fundación Ana Paz en el Camino DP M36563-2015
- 2018 Aquellos maravillosos años. ISBN 978-84-17235-18-5
- 2021 Psicohistorias. Recopilación de relatos COVID-19. LR 128-2021